# Саматов, Мухтар Саматович
Мухтар Саматович Саматов (1894—1938) — советский и казахский государственный деятель, председатель Семипалатинского губисполкома (1927—1928), член ВЦИК (1927—1929).

## Биография
Родился в ауле № 9 Баян-Аульского района Каркаралинского уезда в семье небогатого крестьянина.
Окончил аульную школу (1902—1906), городское 4-классное училище (1906—1910), учился в Омском сельскохозяйственном училище (1913—1917) и в Омском политехническом институте (1918—1919).
Член партии «Алаш» (1917—1918), член ВКП(б) с 1.01.1920 (кандидат с 12.1919).
В 1910—1913 гг. переводчик Петербургской статистической экспедиции в Павлодарском, Усть-Каменогорском, Зайсанский уездах, учитель в Павлодарском уезде.
- 1917—1919 инструктор Омской областной земской управы.
- 1920 заместитель председателя Каркаралинского уездного исполкома.
- С октября 1920 по октябрь 1921 года заместитель наркома, с октября 1921 по март 1924 г. — нарком продовольствия Казахской АССР.
- 1924 — февраль 1925 — председатель Центрального СНХ КАССР.
- 1925—1926 лектор Казахской краевой совпартшколы,
- 1926—1927 управляющий Казахским краевым издательством (Кызыл-Орда).
- 1927—1928 председатель Семипалатинского губисполкома.
- 1928—1929 начальник Управления водного хозяйства города Кызыл-Орда.
- 1930—1931 заместитель начальника управления «Казмедьстрой».
- 1931—1932 заместитель директора комбината «Казполиметалл» (Шымкент).
- 1932—1937 заместитель председателя Государственной плановой комиссии КазССР, затем начальник Управления народнохозяйственного учёта (Казнархозучёта).

Член Всероссийского Центрального Исполнительного Комитета XIII созыва (1927—1929). Член президиума КЦИК.
На заседании бюро Алма-Атинского Городского комитета КП(б)К от 22 октября 1937 г. исключен из партии и вскоре арестован.
Осужден 28.02.1938 г., приговорен к ВМН (расстрел).